# محافظة شمال سيناء
محافظة شمال سيناء، من محافظات مصر وعاصمتها مدينة العريش؛ وإحدى محافظتين تنقسم إداريا إليهما شبه جزيرة سيناء.

## الموقع الجغرافي
تقع محافظة شمال سيناء في الشمال الشرقي لمصر بين خطّي طول 32,34 شرقاً وخطّي عرض 29، 31 شمالاً، ويحدها شمالاً البحر المتوسط بطول 220 كم، أما جنوباً فخط يمتد من جنوب ممر متلا حتى رأس النقب ويحدها من الشرق الحد السياسي لمصر مع قطاع غزة وإسرائيل أما غرباً فيمثل خط ممتد من ممر متلا جنوباً حتى بالوظة شمالاً. لسيناء أهمية إستراتيجية كبرى (خاصة شمال سيناء) حيث تمثل الحصن الشرقي لمصر وهو المعبر الذي عبرت منه معظم الغزوات التي استهدفت مصر سواء في التاريخ القديم أو التاريخ الحديث.

### التضاريس
وتبلغ مساحة شمال سيناء حوالي 27564 كم2، وتنقسم الملامح الجغرافية بشمال سيناء إلى نوعين متميزين أولهما البيئة الساحلية والتي تضم السهول الشمالية التي تتاخم البحر المتوسط بعمق 20 - 40 كم وهي مغطاة بالكثبان الرملية المتموجة والمنبسطة.
أما النوع الثاني من الملامح الجغرافية هو البيئة الصحراوية التي تسود وسط شمال سيناء والتي تقع في أغلبها منطقة الهضاب والتي تتميز بوجود مجموعة من الجبال العالية والمنفصلة مثل جبل المغارة (776م فوق سطح البحر) وجبل الحلال (881م فوق سطح البحر) وجبل يلق (1094م فوق سطح البحر).
وتتخلل هذه المجموعة من المرتفعات مجموعة من الوديان مثل وادي العريش الذي يعتبر أكبر الأودية جميعاً حيث يخترق المحافظة من الجنوب إلى الشمال حيث تتجمع الأمطار في روافده ثم تصب في مجراها متجهاً إلى مصبه بمدينة العريش على ساحل البحر المتوسط وتبلغ مساحته 19 ألف كم2.

## التقسيمات الإدارية
المراكز والمدن:
- مدينة العريش.
- مركز بئر العبد، عاصمته مدينة بئر العبد.
- مركز الحسنة، عاصمته مدينة الحسنة.
- مركز نخل، عاصمته مدينة نخل.
- مركز الشيخ زويد، عاصمته مدينة الشيخ زويد.
- مركز رفح، عاصمته مدينة رفح.

## السكان
وبحسب تقديرات السكان فإن أغلب سكان المحافظة في عام 2024 يعيشون في المناطق الحضرية، بمعدل تحضر يبلغ 60.2%، ومن إجمالي عدد سكان المحافظة المقدر بنحو 450,531 نسمة، يعيش 261,219 نسمة في المناطق الحضرية و179,312 نسمة في المناطق الريفية، يعيش 86.5% من السكان على الشريط الساحلي وتبلغ نسبة مساحة المراكز الساحلية 21.4 % من المساحة الكلية للمحافظة.

## المحافظون
المحافظ هو ممثل السلطة التنفيذية في المحافظة ورئيس المجلس التنفيذي للمحافظة، ويعينه أو يعفيه من منصبه رئيس الجمهورية.
| الاسم                    | استلم المنصب   | ترك المنصب     | ملاحظات          |
| ------------------------ | -------------- | -------------- | ---------------- |
| محمد عبد المنعم القرماني | 29 مايو 1974   | 16 نوفمبر 1976 | باسم محافظ سيناء |
| إبراهيم فؤاد نصار        | 16 نوفمبر 1976 | 29 نوفمبر 1978 | باسم محافظ سيناء |
| محمد حسين شوكت           | 29 نوفمبر 1978 | 15 مايو 1980   |                  |
| يوسف صبري أبو طالب       | 15 مايو 1980   | 2 سبتمبر 1982  |                  |
| منير أحمد شاش            | 2 سبتمبر 1982  | 16 يناير 1996  |                  |
| محمد دسوقي الغاياتي      | 16 يناير 1996  | 9 يوليو 1997   |                  |
| علي حفظي محمد            | 9 يوليو 1997   | 31 أكتوبر 1999 |                  |
| أحمد عبد الحميد محمد     | 31 أكتوبر 1999 | 17 أبريل 2008  |                  |
| محمد عبد الفضيل شوشة     | 17 أبريل 2008  | 4 يناير 2010   |                  |
| مراد موافي               | 4 يناير 2010   | 19 أبريل 2011  |                  |
| السيد عبد الوهاب مبروك   | 19 أبريل 2011  | 8 أغسطس 2012   |                  |
| السيد عبد الفتاح حرحور   | 5 سبتمبر 2012  | 30 أغسطس 2018  |                  |
| محمد عبد الفضيل شوشة     | 30 أغسطس 2018  | 3 يوليو 2024   |                  |
| خالد مجاور               | 3 يوليو 2024   | الآن           |                  |